# Carfizzi
Carfizzi là một đô thị ở tỉnh Crotone, vùng Calabria, Italia.